# Abborrtjärnen (Los socken, Hälsingland, 682777-145380)
Abborrtjärnen är en sjö i Ljusdals kommun i Hälsingland och ingår i Dalälvens huvudavrinningsområde. Sjön är 11,2 meter djup, har en yta på 0,237 kvadratkilometer och är belägen 347,1 meter över havet.

## Delavrinningsområde
Abborrtjärnen ingår i det delavrinningsområde (682479-145428) som SMHI kallar för Ovan Pispanbäcken. Medelhöjden är 352 meter över havet och ytan är 28,69 kvadratkilometer. Räknas de 19 avrinningsområdena uppströms in blir den ackumulerade arean 174,02 kvadratkilometer. Sandsjöån (Sundsjöån) som avvattnar avrinningsområdet har biflödesordning 3, vilket innebär att vattnet flödar genom totalt 3 vattendrag innan det når havet efter 411 kilometer. Avrinningsområdet består mestadels av skog (79 procent) och sankmarker (12 procent). Avrinningsområdet har 0,24 kvadratkilometer vattenytor vilket ger det en sjöprocent på 0,8 procent.